# Pete Mahon
Pour les articles homonymes, voir Mahon.
Pete Mahon est un entraîneur irlandais né le 30 juillet 1947 à Dublin.

## Carrière
- 1997 : St. Francis Football Club  Irlande
- 1998 : St. Patrick's Athletic FC  Irlande
- 2001 : Bohemians FC  Irlande
- 2001-2003 : Belgrove FC  Irlande
- 2003-2009 : UC Dublin  Irlande